# Park Ridge, Wisconsin
Park Ridge là một làng thuộc quận Portage, tiểu bang Wisconsin, Hoa Kỳ. Năm 2006, dân số của làng này là 488 người.